# Nivní potok (přítok Kateřinského potoka)
Nivní potok (německy  a na německém území Natschbach) je vodní tok v okrese Tachov v Plzeňském kraji a v zemském okrese Neustadt an der Waldnaab vládního obvodu Horní Falc v Bavorsku v Německu.
Délka toku měří 9,23 km, z toho na území Česka 8 km.
Plocha povodí na českém území činí 40,7 km², na německém 18,84 km².

## Průběh toku
Potok pramení v nadmořské výšce 555 metrů v Českém lese na území CHKO Český les, západně od vesnice Nová Ves. Na českém území teče potok zpočátku převážně jižním směrem, až k silnici z Nové vsi do Železné, poté západním směrem. 
Mezi hraničními znaky 11 a 12 tvoří státní hranici mezi Českem a Německem v délce 0,59 km.
Po překročení hranice teče na německé straně Českého lesa (v Německu Oberpfälzer Wald) již jako potok Natschbach a po asi 1,2 km se vlévá zleva do Kateřinského potoka, na německé území jako Katharinabach, zdrojnice řeky Pfreimd.